# Жим лёжа
Жим лёжа — тяжелоатлетическое физическое упражнение со свободным весом. Выполняющий упражнение ложится на скамью, опускает гриф штанги до касания с грудью и поднимает до полного выпрямления в локтевом суставе. Считается базовым в тяжелой атлетике, так как способствует повышению результатов в соревновательных дисциплинах. Является одной из трёх основных дисциплин в пауэрлифтинге (наряду c приседанием и становой тягой), где используется отличная от бодибилдинга техника — с целью жима максимально большого веса штанги напрягаются трицепсы, передние пучки дельтовидных мышц и широчайшая мышца спины, роль грудных мышц значительно снижена.
Также применяется в бодибилдинге как упражнение для развития больших и малых грудных мышц, трицепсов и переднего пучка дельтовидных мышц.
Разрешен к выполнению с 13 лет (при надзоре тренера)

## Варианты выполнения
В бодибилдинге варьирование техники жима лёжа позволяет акцентировать нагрузку на разных мышцах. При выполнении жима лёжа штанги узким хватом в сагиттальной плоскости бо́льшая нагрузка ложится на трицепсы. Вариантами жима лёжа также являются жим на тренажёре Смита, жим гантелей, жим в наклоне и жим обратным хватом.
- Во время жима лёжа на горизонтальной скамье, в силу анатомических особенностей грудных мышц, большую часть нагрузки получают нижний отдел грудных мышц и трицепс, особенно, если используется «мост» как в пауэрлифтинге.
- При жиме лёжа на наклонной скамье вверх головой, в зависимости от угла наклона, нагрузка смещается с нижних отделов грудных мышц в сторону среднего и верхнего отдела, но при этом так же больше включаются в работу передние пучки дельтовидных мышц.
- При жиме на наклонной скамье вниз головой более акцентировано задействованы нижние отделы грудных и трицепс, передние пучки дельтовидных мышц при этом работают меньше.
- Жим гантелей позволяет опустить вес в нижней точке существенно ниже, так как гриф штанги позволяет опустить вес только до уровня груди. Кроме того, при жиме гантелей можно изменять траекторию движения, сводить гантели друг к другу в верхней точке, выжимать гантели, расположенные параллельно друг к другу, что позволяет задействовать новые пучки мышц и действует на них по-другому[1].
- Жим штанги обратным хватом хоть и встречается в некоторых источниках, но является крайне травмоопасным, создавая риск для лучезапястного сустава.

При использовании максимального или близкого к нему веса выполняющий упражнение, как правило, пользуется помощью страхующего, а при жиме очень большого веса — двух—трёх страхующих.

## Техника выполнения
Жим лёжа в тренажёре
Техника выполнения жима на скамье во время тренировок:
- Устанавливается или выбирается скамья с наклоном в 0 или 30 градусов.
- Устанавливается гриф на стойки или на ограничители силовой рамы с необходимым весом.
- Атлет ложится на скамью так, чтобы гриф располагался прямо над глазами.
- Ноги широко расставляются и упираются всей ступнёй (голень перпендикулярна полу) для большей устойчивости.
- Спина прогнута на естественную величину для горизонтального жима или прижимается к скамье для наклонного и фиксируется.
- Гриф штанги берётся самостоятельно или с помощью помощника закрытым планарным хватом, где при широком хвате запястье шире локтя, при среднем — на одном уровне, а при узком запястья уже локтей.
- Для горизонтального жима гриф опускается чуть ниже сосков, для наклонного — между ними и ключицей (положения обеспечивающие перпендикулярность предплечий полу сбоку).
- Выполняется жим и опускается штанга плавно по вертикальной или слегка наклонной траектории в сторону.
- Контролируется дыхание, делается вдох при опускании штанги и выдох при подъёме.

Перед тем, как перейти к включению в тренировки упражнения жим лежа, атлет должен подготовить свое тело, обучив каждый задействованный сустав и сегмент работать под нагрузкой. Соответственно, сначала требуется отработать контроль лопатки, укрепить вращательную манжету плеча, сформировать навык плечевого и локтевого суставов двигаться с отягощениями, а лишь потом добавлять в тренировки жиму штанги лежа.

## Рекорды
- Абсолютный мировой рекорд в многослойной экипировке принадлежит спортсмену Джим Колб (Jimmy Kolb) — 635,5 (29 июля 2023).
- В IPF рекорд мира в весовой категории свыше 120 кг с использованием однослойной экипировки равен 415 кг и принадлежит Блейну Самнеру[англ.][3][нет в источнике]. Абсолютный мировой рекорд по жиму лёжа с использованием однослойной экипировки равен 427,5 кг (март 2009) и принадлежит Майку Вомаку (Mike Womack)[4][5][6].
- Абсолютный мировой рекорд по жиму лёжа без экипировки — 355 кг (21 февраля 2021), принадлежит Джулиусу Мэддоксу[англ.] (Julius Maddox)[7].
- Абсолютный мировой рекорд в паралимпийском пауэрлифтинге — 310 кг, принадлежит Рахману Сиаманду (14 сентября 2016)[8].

## В культуре
- Первый российский игровой фильм о жиме штанги лёжа «Дядя Вова», 2012 г. В главных ролях С. Бадюк, В. Кравцов, Д. Касатов.